# Terry Manners
Terry Manners (eigentlich Terence Gordon Manners; * 19. Oktober 1939 in Levin) ist ein ehemaliger neuseeländischer Marathonläufer.
1969 siegte er bei der Meisterschaft von Queensland und wurde Dritter bei der Australischen Meisterschaft. Im Jahr darauf gewann er die Meisterschaft von Victoria und blieb als Australischer Vizemeister mit 2:19:26 h erstmals unter der 2:20-Stunden-Marke.
1971 wurde er Zweiter beim Winstone-Marathon und verbesserte sich als Fünfter beim Fukuoka-Marathon auf 2:16:24 h.
Im darauffolgenden Jahr siegte er beim Hawke-Bay-Poverty-Bay-Marathon in 2:16:06 h und wurde Neuseeländischer Vizemeister in 2:15:24 h. Bei den Olympischen Spielen 1972 in München lief er in 2:25:30 h auf den 34. Platz.
1973 wurde er Neuseeländischer Meister in 2:18:29 h. Die Neuseeländische Meisterschaft für 1974 wurde auf den 1. Dezember 1973 vorgezogen; Manners qualifizierte sich als Dritter in 2:17:08 h für die British Commonwealth Games 1974 in Christchurch, bei denen er am 31. Januar mit seiner persönlichen Bestzeit von 2:12:59 h auf den vierten Platz kam. Zum Jahresabschluss wurde er in Fukuoka Vierter in 2:13:12 h.
1977 wurde er zum zweiten Mal Neuseeländischer Meister, und 1978 wurde er nach einem zweiten Platz bei der nationalen Meisterschaft für die Commonwealth Games in Edmonton nominiert, bei denen er den 13. Platz belegte.
1981 wurde er Siebter beim Frankfurt-Marathon.